# Kohlberg (Landschaftsschutzgebiet)
Das Landschaftsschutzgebiet Kohlberg ist ein mit Verordnung der Unteren Naturschutzbehörde beim Landratsamt Esslingen vom 24. Juli 1998 ausgewiesenes Landschaftsschutzgebiet (LSG-Nummer 1.16.093) auf dem Gebiet der Gemeinde Kohlberg.

## Lage und Beschreibung
Das 126,5 Hektar große Gebiet gehört naturräumlich zum Mittleren Albvorland. Es liegt nördlich der Gemeinde Kohlberg und grenzt an die Markungen Tischardt der Gemeinde Frickenhausen, Neuffen und Grafenberg.

## Schutzzweck
Wesentlicher Schutzzweck ist gemäß Schutzgebietsverordnung der Erhalt der landschaftsprägenden, reich strukturierten Streuobstwiesen und ihrer wertvollen Zusatzstrukturen. Zu diesen Zusatzstrukturen zählen insbesondere Hangkanten, Gras‑ und Schotterwege, magere und trockene Raine, Brachen und kleine ungenutzte Teilflächen, Hecken, Feldgehölze sowie feuchte Quellbereiche. Schutzzweck ist auch der Erhalt der weitgehend naturnahen Fließgewässer Haldenbach und Krummbach mit ihren Zuflüssen und deren intakten Gehölzstrukturen.